# 유순 (종정)
유순(劉順, ? ~ ?)은 전한 말기의 황족이자 관료로, 동래군 사람이다.

## 생애
하평 원년(기원전 28년), 천승태수에서 종정으로 승진하였다.
양삭 원년(기원전 24년), 합양후(合陽侯)의 아들을 관직에 앉히는 비리를 저질러 면직되었다. 합양후가 정확히 누구인지는 기록이 없는데, 시기상 양방으로 여겨진다.

## 출전
- 반고, 《한서》 권19하 백관공경표 下

| 전임 유통 | 전한의 종정 기원전 28년 ~ 기원전 24년 | 후임 유무성 |